# Вашон, Луи-Альбер
Луи́-Альбе́р Вашо́н (фр. Louis-Albert Vachon; 4 февраля 1912, Сен-Фредерик-де-Бёс, Канада — 29 сентября 2006, Квебек, Канада) — канадский кардинал. Титулярный епископ Мезарфельты и вспомогательный епископ Квебека с 4 апреля 1977 по 20 марта 1981. Архиепископ Квебека и примас Канады с 20 марта 1981 по 17 марта 1990. Кардинал-священник с титулом церкви Сан-Паоло-делла-Кроче-а-Корвиале с 25 мая 1985.